# Kiss Jenő (labdarúgó)
Kiss Jenő (Kispest, 1926. október 31. – 1991. május) labdarúgó, fedezet. A sportsajtóban Kiss II néven szerepelt.

## Pályafutása
1949 és 1951 között a Dorog labdarúgója volt. 1952 és 1956 a Bp. Dózsa csapatában játszott. Tagja volt az 1952-es idényben bajnoki bronzérmet szerzett csapatnak. Az élvonalban összesen 155 mérkőzésen szerepelt és nyolc gólt szerzett.

## Sikerei, díjai
- Magyar bajnokság
  - 3.: 1952